# デュゲイ・トルーアン (軽巡洋艦)
| アメリカ海軍の識別用写真（1942年） |                                |                               |
| 艦歴                               |                                |                               |
| 起工                               | 1922年8月4日                   | 1922年8月4日                  |
| 進水                               | 1923年8月14日                  | 1923年8月14日                 |
| 就役                               | 1926年11月2日                  | 1926年11月2日                 |
| 退役                               | 1952年3月19日                  | 1952年3月19日                 |
| 性能諸元                           |                                |                               |
| 排水量                             | 基準 7,249トン 満載 9,350トン  | 基準 7,249トン 満載 9,350トン |
| 全長                               | 182m                           | 182m                          |
| 全幅                               | 17m                            | 17m                           |
| 吃水                               | 5.2m                           | 5.2m                          |
| 機関                               | ギヤードタービン4基8缶 4軸推進 | 102,000hp                     |
| 速力                               | 33ノット                       | 33ノット                      |
| 航続距離                           | 3,000海里（15ノット）          | 3,000海里（15ノット）         |
| 乗員                               | 578人                          | 578人                         |
| 兵装                               | 155mm連装砲                    | 4基8門                        |
| 兵装                               | 75mm単装砲                     | 4門                           |
| 兵装                               | 550mm魚雷3連装発射管           | 4基                           |
| 搭載機                             | 水上機（GL-812）               | 2機                           |

デュゲイ・トルーアン (Duguay-Trouin) は。フランス海軍のデュゲイ・トルーアン級軽巡洋艦。艦名はフランスの私掠船船長レネ・デュゲトルーアン (René Duguay-Trouin) に由来する。

## 艦歴
ブレスト海軍工廠で建造。1922年8月4日起工。1923年8月14日進水。1926年11月2日就役。
1931年、海域東南アジアへの航海をおこなう。9月30日、イギリス領マラヤのシンガポールに入港した。
フランス領インドシナ視察の任を帯びたフランス植民地省のポール・レノー大臣は貨客船で本国を出発、シンガポールに到着すると「デュゲイ・トルーアン」に移乗した。そして外交をおこないつつ、イギリスのシンガポール総督や植民地の有力者、日本人有力者も「デュゲイ・トルーアン」に招いて歓迎会や晩餐会を実施した。本艦はイルミネーションで飾られ、軍楽隊は艦上ダンスパーティーでオーケストラを演奏して花を添えた。その後「デュゲイ・トルーアン」は植民地大臣をのせてジャワ島にむかった。
1939年8月31日に「デュゲイ・トルーアン」はブレストから出航し、カサブランカ経由でダカールへ向かった。その途中、洋上で第二次世界大戦開戦を迎えた。ダカールからはフリータウンへ移動。9月13日にフリータウンより出航して汽船「Canada」と合流し、同船を護衛してコナクリ経由で9月19日にダカールに着いた。9月25日から10月1日まで敵船捜索に従事。10月16日、「デュゲイ・トルーアン」はダカール西方でドイツ貨物船「Hallé」（5889トン）と遭遇し、「Hallé」は自沈した。10月下旬はイギリスの船団を護衛した。ダカールへ戻ると、「デュゲイ・トルーアン」はドイツ貨物船「Pionier」を捜索したが発見には至らなかった。11月下旬、他艦と共にドイツ客船「Windhuk」捜索に従事。帰投途中にオランダ貨物船「Aalsum」を停船させ、ドイツ人1名を拘束した。12月後半、ドイツ船「アルトマルク」捜索に従事。
「デュゲイ・トルーアン」は1940年1月10日にダカールを離れ、カサブランカまで船団を護衛した後、1月18日にロリアンに到着。そこで修理改修がなされた。
1940年4月下旬、フランス海軍はルネ・エミール・ゴッドフロイ提督を指揮官とするX部隊を新編し、プロヴァンス級戦艦、重巡洋艦3隻（デュケーヌ、トゥールヴィル、シュフラン）、軽巡「デュゲイ・トルーアン」などがアレクサンドリアに進出することになった。本艦は5月17日にブレストより出航し、ビゼルトを経て5月24日にアレクサンドリアに着いた。同港はイギリス海軍地中海艦隊の本拠地であり、カニンガム提督がクイーン・エリザベス級戦艦を率いていた。英戦艦「ウォースパイト」が到着し、X部隊のフランス戦艦は「ロレーヌ」だけになった。
5月26日、「デュケーヌ」とともにベイルートへ向かう。
6月10日、イタリア王国が枢軸陣営として連合国に宣戦布告し、地中海戦線が形成された。6月11日、X部隊の「デュゲイ・トルーアン」と重巡3隻などはエーゲ海へ出撃。しかし敵を見ず、6月13日にアレクサンドリアに帰投した。6月21日、トブルクにイタリア巡洋艦がいるとの偵察情報に基づき「デュゲイ・トルーアン」は「シュフラン」など共に出撃したが、誤報であると判明したため引き返した。
6月下旬、フランスはドイツと独仏休戦協定を、イタリアと休戦協定を締結した（ナチス・ドイツによるフランス占領、イタリア南仏進駐領域）。フランスの自由区域でペタン元帥が率いる親独のヴィシー政権が成立したが、北アフリカや中東のフランス軍は停戦を拒否した。
枢軸国はフランス海軍の引渡しを求めなかったが、イギリスはナチス・ドイツがフランス艦隊を吸収することを怖れ、カタパルト作戦を発動する。フランス艦艇を接収するか、行動不能にしようと試みた。7月4日、仏領アルジェリアの主要港オラン（メルス・エル・ケビール）ではイギリス海軍のH部隊がフランス艦隊を攻撃し、大打撃を与えた（メルセルケビール海戦）。ヴィシー政府は、アレクサンドリアのフランス艦隊に対し「血路を開いて公海へ脱出し、フランス本土に帰投すべし」と命じた。これに対し、アレクサンドリアにおいてはカニンガム提督とゴッドフロイ提督の間で交渉が行われた。7月9日、フランス艦艇は「外海に出られないよう燃料の供給を制限する」「武装を一部陸揚げする」「乗員を減らした状態で動かなくする」という合意が発表された。8月、「デュゲイ・トルーアン」はイタリア軍による空襲の際に至近弾を受けた。1941年12月のアレクサンドリア港攻撃では、無傷であった。
1942年7月、ロンメル元帥が率いるドイツアフリカ軍団がアレクサンドリアに向けて北アフリカ海岸部を東進し、連合軍は同港西方のエル・アラメインで防御戦闘をおこなった。イギリス軍がアレクサンドリアから撤退することも視野に入る。その場合、イギリス地中海艦隊は脱出し、フランス艦隊は枢軸側の手には渡さぬ方針であった。アメリカ合衆国はヴィシー政権に「フランス艦隊をマダガスカル島のディエゴ・スワレスに移動させたい」と提案したが、ラヴァル仏首相はフランス艦隊の本国帰還を要求したので、決裂した。
11月上旬、連合軍は北アフリカに橋頭堡を獲得するためトーチ作戦を発動し、カサブランカ沖海戦ではアメリカ海軍により本艦の姉妹艦「プリモゲ」が撃沈された。この状況下でも、連合軍への合流要請をゴドフロイ提督は拒絶し続けた。アメリカ政府は、アレキサンドリアやマルティニークに封鎖されているヴィシー陣営フランス艦隊への圧力を強めた。
1943年2月下旬、ヴィシー政権はアレクサンドリアの仏艦隊がイギリスの圧迫を受けつつも、なおヴィシー陣営に忠誠を誓っていると報道した。だが北アフリカ軍民最高司令官アンリ・ジロー将軍に説得されたゴドフロイ提督は、連合国に合流することを決意する。1943年5月17日になって、アレクサンドリアのフランス海軍部隊は連合国軍に加わった。5月下旬、その旨が公表された。
6月下旬、「スエズ」へ移動。7月4日に「デュゲイ・トルーアン」は「シュフラン」とともにスエズを離れ、アデン、ダーバン、ケープタウン、ポワントノワール、Takoradiを経由して9月3日にダカールに着いた。それからカサブランカに移り、そこで9月4日から10月12日まで改修がなされた。この時、航空装備、13.2mm機銃のいくつかと魚雷発射管2基が撤去され、エリコン20mm機関砲15門が追加された。その後はオランやメルス・エル・ケビールで過ごした。10月30日から11月9日まではスクリューや舵の修理のためオランでドックに入っていた。また、オランでは対空兵器搭載もなされた。ボフォース40mm機関砲が6門搭載され、エリコン20mm機関砲は20門となった。 
「デュゲイ・トルーアン」は復水器の状態が良くなかったが、1944年1月中旬から2月下旬までオラン・ナポリ間などでを兵員輸送に従事した。3月は訓練に従事。Sidi Abdallahでの修理後、5月から再び兵員輸送を再開。ナポリの他、アジャクシオへも向かっている。7月にはオランで修理が行われた。
1944年8月、ドラグーン作戦に参加（同作戦、戦闘序列）。「デュゲイ・トルーアン」は8月13日にパレルモから出撃し、8月15日から途中プロプリアノでの補給もはさんでLa Napoule、カンヌ、Saint-Mandrier半島などを砲撃した。8月末から9月初めにかけて、「デュゲイ・トルーアン」はサントロペ滞在の後メルス・エル・ケビールへ行き、アルジェを経て再びサントロペに戻った。9月9日、ボルディゲーラ沖での掃海を支援し、また、イタリア沿岸の目標に対する砲撃も行った。続いて、フランスのコマンド部隊220名をアジャクシオからサントロペへ運んだ。9月のその後の期間はトゥーロンやサントロペにあり、それから修理のためメルス・エル・ケビール、オランへ移動。10月中旬サントロペに、10月29日からはオランに滞在した。
11月上旬、「デュゲイ・トルーアン」はジブラルタルを経てカサブランカへ移動。11月12日から人員500名などをブレストへ輸送した。ブレストからは戦艦「リシュリュー」での作業を行う人員を乗せ、途中「プリマス」に立ち寄り、11月25日にカサブランカに着いた。11月30日から「デュゲイ・トルーアン」はアフリカ沿岸の監視や人の輸送に従事した。
1945年1月6日に「デュゲイ・トルーアン」はダカールから出航し、トゥーロンなどを経て1月24日にビゼルト着。同地で155㎜砲の砲身交換などが行われた。3月1日、誤って可燃性の高すぎる燃料が使用されたことで第4ボイラー室と隣接する機械室で火災が発生し、死者が4名出た。3月22日に「デュゲイ・トルーアン」はビゼルトを離れ、オランやジブラルタルなどに赴いた後、4月5日にトゥーロンに着いた。4月上旬、ヴェンティミーリア付近を砲撃。4月23日にはOnegliaとPorto Maurizioを砲撃した。5月、ヨーロッパでの戦争は終結した。
アルジェリアの情勢悪化により「デュゲイ・トルーアン」は5月9日にブージー付近へ派遣され、陸戦隊を揚陸し、反乱者に対する威嚇射撃を行った。5月15日にはアルジェからブージーへ兵士150名を運んだ。その後は人の輸送に従事した。10月、タンジェでMendoubを改めて任命する任務に従事した。
1947年、インドシナに派遣された。1952年3月19日に退役した。